# Microsoft Expression Studio
Microsoft Expression Studio é uma suíte de programas destinada ao design e desenvolvimento de conteúdo web e multimídia.
Fazem parte da suíte completa:
- Microsoft Expression Web - Editor HTML também destinado a substituir o Microsoft FrontPage;
- Microsoft Expression Blend - Opção apresentada pela Microsoft para concorrer com o Adobe Flash;
- Microsoft Expression Design - Programa que desenvolve as interfaces e gráficos vetoriais;
- Microsoft Expression Encoder Pro - Programa destinado à edição de vídeos.

Em 2012, a suíte foi descontinuada e integrada no Microsoft Visual Studio 2013.